# Kololo (Ethnie)
Kololo ist eine Ethnie der Sotho, die Anfang des 19. Jahrhunderts wegen der Kriege des Zulukönigs Shaka – im Rahmen der Mfecane – nach Norden floh und im Westen Zentralafrikas nördlich der Victoria-Fälle siedelte. 
Von den Tswana geschlagen, führte der Sotho-Häuptling Sebetswane seinen Stamm um 1840 über den Sambesi in das heutige Nordwestsambia, wo er das Königreich der Barotse (Lozi) eroberte, das dort im 18. Jahrhundert errichtet worden war und fortan Westsambia dominiert hatte. Ab 1864 fielen viele Kololo einer Malariaepidemie zum Opfer. Zudem bestieg ein schwacher und kränklicher König den Thron, was die Lozi begünstigte und der Hegemonie der Kololo ein Ende setzte. Trotzdem ist bis heute Lozi, eine Sotho-Sprache, eine gängige Sprache in dieser Region.